# Jim Laugesen
Jim Laugesen (Gentofte, 10 de noviembre de 1974) es un deportista danés que compitió en bádminton. Ganó una medalla de bronce en el Campeonato Europeo de Bádminton de 1994, en la prueba de dobles.

## Palmarés internacional
| Campeonato Europeo | Campeonato Europeo       | Campeonato Europeo | Campeonato Europeo |
| Año                | Lugar                    | Medalla            | Prueba             |
| ------------------ | ------------------------ | ------------------ | ------------------ |
| 1994               | Den Bosch (Países Bajos) | Medalla de bronce  | Dobles             |